# Philosophie indienne
La philosophie indienne est un ensemble de systèmes philosophiques originaires de l'Inde.
On définit classiquement deux sortes de philosophies indiennes selon qu'elles reconnaissent ou non l'autorité du Veda :
- les philosophies āstika (आस्तिक en devanāgarī) sont celles qui reconnaissent l'autorité du Veda et les Upanishads qui en sont la conclusion. Il s'agit des six écoles orthodoxes que sont la Mīmāṃsā, le Nyāya, le Sāṃkhya, le Vaiśeṣika, le Vedānta et le Yoga[1], constituant les branches philosophiques de l'hindouisme. Ces six systèmes philosophiques constituent chacun un point de vue (darśana) concernant le Veda et s'associent par paires[N 1]. On peut faire remonter les plus anciens au VIIe siècle av. J.-C., mais ceux-ci n'ont connu une rédaction écrite en sanskrit que plus tardivement ;
- les philosophies nāstika (नास्तिक) sont celles qui rejettent l'autorité du Veda. Elles incluent le Cārvāka, l'ājīvika, le jaïnisme et le bouddhisme. Ces traditions, bien qu'hétérodoxes, appartiennent néanmoins de plein droit à la spiritualité indienne[2].

## Les différentes écoles āstika
Les six écoles philosophiques indiennes dites « āstika » constituent chacune un point de vue (darśana) lié aux textes du brahmanisme ancien, les Vedas, par assimilation et répétition orale, et leur conclusion qui relève des upanishad dites « majeures » de nature métaphysique et philosophique. On les regroupe classiquement par paires et affinités. Les deux premières écoles (Nyāya et Vaiśeṣika) sont analytiques alors que les quatre autres sont synthétiques.

### Nyāya et Vaiśeṣika

#### Le Nyāya
L'école du Nyāya (en sanskrit न्याय, nyāya) est fondée sur un texte appelé le Nyāya Sūtra. Il a été composé par Akshapada Gautama (à ne pas confondre avec Siddhârtha Gautama, le fondateur du bouddhisme) vers le Ve siècle. La contribution importante apportée par cette école est sa méthodologie. Celle-ci repose sur un système de logique qui a été plus tard adopté par la plupart des autres écoles indiennes (orthodoxes ou non), de la même manière qu'on peut dire que la science, la religion et la philosophie occidentales sont en grande partie basées sur la logique aristotélicienne et, dans une moindre mesure, stoïcienne.
Mais le Nyāya n'est pas simplement une logique. Son but est de se délivrer de la souffrance par le biais de la connaissance valide (pramāṇa) en accord avec la réalité. Selon l'école du Nyāya, il y a exactement quatre sources de connaissance ou pramāṇas : la perception, l'inférence, la comparaison et le témoignage. Cependant, la connaissance obtenue par chacun d'eux peut naturellement toujours être valide ou invalide. Dans un sens, le Nyāya est probablement ce qui s'approche le plus, dans le monde indien, de la philosophie épistémologique occidentale contemporaine. Néanmoins, les sages du Nyāya ont effectué leurs travaux dans un but spécifiquement religieux.

#### Le Vaiśeṣika
Le système de Vaiśeṣika (en sanskrit वैशेषिक, vaiśeṣika), fondé par le sage Kanada, postule un pluralisme atomique. Suivant les préceptes de cette école de pensée, tous les objets de l'univers physique, les substances matérielles, sont réductibles à un certain nombre d'atomes, sauf les cinq substances immatérielles : le temps, l'espace, l'éther (ākāsha), l'esprit et l'âme. Les atomes constitutifs des substances matérielles sont les atomes de feu, de terre, d'air et d'eau. Au total, cette école postule l'existence de neuf éléments.
Bien que le système de Vaiśeṣika se soit développé indépendamment du système Nyāya, les deux ont par la suite fusionné en raison de leurs théories métaphysiques étroitement liées. Sous sa forme classique, cependant, l'école de Vaiśeṣika diffère du Nyāya sur un point important : là où Nyâya accepte quatre sources de connaissance valides (pramanas), le Vaiśeṣika n'accepte seulement que la perception et l'inférence.

### Sāṃkhya et Yoga

#### Le Sāṃkhya
Le Sāṃkhya (sanskrit IAST ; devanāgarī : सांख्य) est généralement considéré comme le plus vieux des systèmes philosophiques indiens, il aurait été fondé au VIIe siècle av. J.-C. par Kapila. Il s'agit, historiquement, de la première description connue du modèle complet de l'univers, à la fois scientifique et transcendant. Sa philosophie considère l'univers comme se composant de deux réalités éternelles en opposition ou présentant une dualité : le principe de conscience ou masculin (puruṣa) et le principe de la nature ou féminin (prakṛti). Cette philosophie ou métaphysique de Kapila est dite « athée », car elle ne fait pas intervenir une volonté qui anime toute chose, mais seulement la nécessité. La métaphysique de Kapila s'oppose en quelque sorte à celle de Patanjali qui s'appuie également sur le Sāṃkhya mais qui est reconnue comme étant de nature théiste (celle-ci fait intervenir l'existence d'un dieu connu sous le nom d'Īśvara).
Dans la Bhagavadgītā, le Sāṃkhya est une philosophie non-dualiste puisqu'elle considère prakṛti, la création et les créatures, comme étant le prolongement matériel de puruṣa associé a Dieu, celui-ci s'opérant par la mâyâ (ou l'Illusion qu'engendre l'attachement aux gunas). Par ailleurs, prakṛti et purusha sont deux principes de nature divergente et complémentaire : prakṛti, la nature, est féminine ; puruṣa, l'âme, est d'essence masculine. Cette distinction a donné lieu à de multiples élaborations philosophiques complexes qui abondent dans les sciences du yoga. La réalisation ne peut se faire qu'en se libérant de prakṛti, qui mène aux ténèbres de l'ignorance pour se confondre en puruṣa.
C’est à partir de la Sāṃkhyakārikā (IVe siècle) que le sāṃkhya s’organise en système philosophique (darśana). Le puruṣa (conscience) y est conscient, statique et exempt de toutes les qualités. Il est le spectateur silencieux de la prakṛti (matière ou nature), qui se compose de trois guṇa (dispositions) : selon la Sāṃkhyakārikā 12-13, « les attributs (guṇa) ont pour essence : l'agréable, le désagréable et l'abattement. Leur fonction est d'illuminer, de mettre en mouvement et de limiter. Ils se dominent, se soutiennent, s'engendrent, s'unissent et se meuvent réciproquement… Le sattva est tenu pour léger et lumineux… Le rajas pour excitant et mobile… Le tamas n’est que pesanteur et obscurité… Comme une lampe, leur action est dirigée vers un seul but. » Quand l'équilibre des gunas est rompu, l'ordre du monde évolue. Cette perturbation est due à la proximité du puruṣa et de la prakṛti. La libération (kaivalya), alors, consiste en la réalisation de la différence entre les deux.
C'est une philosophie athée (ce qui n'implique pas de ne pas croire aux dieux, mais de ne pas croire en un dieu créateur). Deux principes sont à la base du système sāṃkhya : la prakṛti, qui est un principe général, inconscient, commun à une pluralité de monades conscientes, les puruṣa. De l’union d’un puruṣa et de la prakṛti se crée l’éveil (buddhi), le premier principe évolué, transformé. Celui-ci crée le « faiseur de moi » (ahaṃkāra). Du faiseur de moi découlent deux créations parallèles : d’une part la pensée (manas), les cinq facultés d’éveil (buddhīndriya), c’est-à-dire les cinq sens, et les cinq facultés d’action (karmendriyāṇi), c’est-à-dire la parole, les mains, les pieds, l’anus et les organes génitaux ; d’autre part les cinq éléments subtils (tanmātra) qui ne sont pas spécifiques, c’est-à-dire perceptibles comme objets des sens, sauf pour les dieux et les yogis. Les cinq éléments subtils créent enfin les cinq éléments grossiers (mahābhūta), lesquels sont spécifiques, c’est-à-dire perceptibles comme objets des sens. Parmi ces principes, l’éveil, le « faiseur de moi » — principe d’individuation et de prétention — et la pensée constituent « l’organe interne » antaḥkaraṇa, qu’on pourrait qualifier d’appareil psychique. Les principes allant de l’éveil aux éléments subtils forment l’entité subtile qui transmigre de mort en naissance, une âme en quelque sorte, qui serait toutefois distincte de la monade consciente, du véritable sujet, qui ne peut jamais être objet. Cette entité est appelée « phallus » (liṅga), mot par lequel on désigne en logique un signe caractéristique duquel on infère le porteur du signe, le « signifié » (ainsi la fumée est le signe de la présence du feu),,,.

#### Le Yoga de Patañjali ou Sāṃkhya Yoga
Le Yoga de Patañjali, connu également sous le nom de Sāṃkhya théiste ou Sāṃkhya Yoga, est une école ou système philosophique qui a pour chef de file présumé Patañjali, considéré comme le rédacteur des Yoga sūtra, ouvrage de référence de ce système. La différence la plus significative est que l'école du yoga inclut non seulement le concept d'Ishvara (ou dieu personnel) à sa vision du monde métaphysique, ce que le Sāṃkhya athée de Kapila ne fait pas, mais confirme également Ishvara comme un des modèles sur lesquels méditer. Le but de l'enseignement du yoga est d'obtenir la libération des conditionnements internes engendrant la souffrance. L'adepte du yoga est appelé yogi.
Outre que le Yoga ou Sāṃkhya Yoga soit une école liée à la philosophique indienne orthodoxe, c'est aussi un ensemble de voies pratiques qui sont censées conduire le yogi vers la libération de sa propre souffrance. On compte traditionnellement quatre voies majeures (mārga) décrites dans la Bhagavad Gita qui sont :
- Bhakti yoga : yoga de la dévotion et de l'adoration ;
- Jnana yoga : yoga de la connaissance transcendante ;
- Karma yoga : yoga du service et de l'action désintéressée ;
- Raja yoga : yoga codifié par Patañjali et procédant essentiellement par méditation (dhyâna).

Il existe également d'autres écoles de yoga indien mais qui sont plus rattachées à une forme de tradition ésotérique ou liées au tantrisme et à certaines écoles du bouddhisme. Nous présentons ci-dessous un résumé pour chacune de ces voies pratiques de yoga en référence aux textes traditionnels hindous et particulièrement les Yoga Sûtras de Patañjali.

##### Le Bhakti yoga

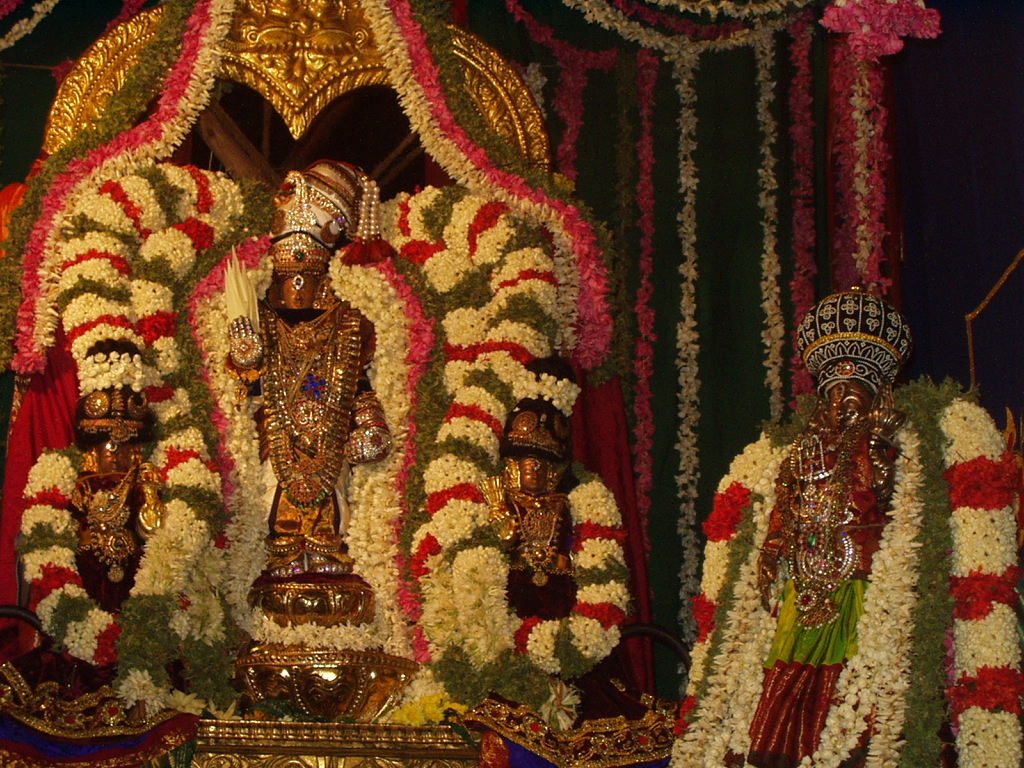
Dévotion florale.

Les Upanishads proclament que la délivrance de la souffrance passe par la connaissance (jñāna). Le Brahmasūtra précise quant à lui que cette connaissance ne relève pas de l'intellect et de sa capacité de jugement et de discernement, mais davantage de la méditation et de la contemplation (Dhyāna). Pour le Bhakti yoga, cette contemplation est portée à la dévotion et l'adoration.
La Bhagavad-Gîtâ et le Bhâgavata Purâna insistent sur la dévotion portée à l'être suprême en donnant des explications sur le développement de cette aptitude (Bhakti). La bhakti fait partie de la plupart des traditions religieuses. Dans l'hindouisme, on la trouve donc depuis le début.
Le Bhakti yoga a été codifié vers le XIIe siècle dans un texte sanskrit appelé le Bhakti-sūtra et attribué à Nârada ou ses homonymes. Parmi les premières écoles à préconiser le Bhakti yoga, on trouve celle de Vira-Shaiva, au XIIIe siècle, une religion rejetant les Vedas, et donc de type Nastika. Son fondateur, Basava (1125-1167), rejette le système des castes, nie la suprématie des Brahmanes, condamne les sacrifices rituels, accepte les femmes dans son école et insiste sur la bhakti et le culte d'un seul dieu, Shiva. Ses élèves s'appellent des vira-shaivas, ce qui veut dire « les dévots de Shiva ».
Cependant, au-delà des écoles et mouvements formels, le développement de la bhakti comme forme importante de pratique hindouiste a laissé une trace indélébile sur la foi. La spéculation philosophique a toujours été la préoccupation d'une minorité, en Inde comme ailleurs. La pratique de la bhakti, cependant, est immédiatement accessible à tous. Si elle n'élimine pas la plus mauvaise part du système des castes, au moins, elle offre aux gens un répit provisoire.

##### Jñāna yoga
Le Jñāna yoga est le yoga de la connaissance.

##### Karma yoga
Le Karma yoga est le yoga de l'action.

##### Rāja yoga
Le Rāja yoga est le yoga de la méditation et du contrôle du corps.

### Mīmāṃsā et Vedānta

#### La Mīmāṃsā

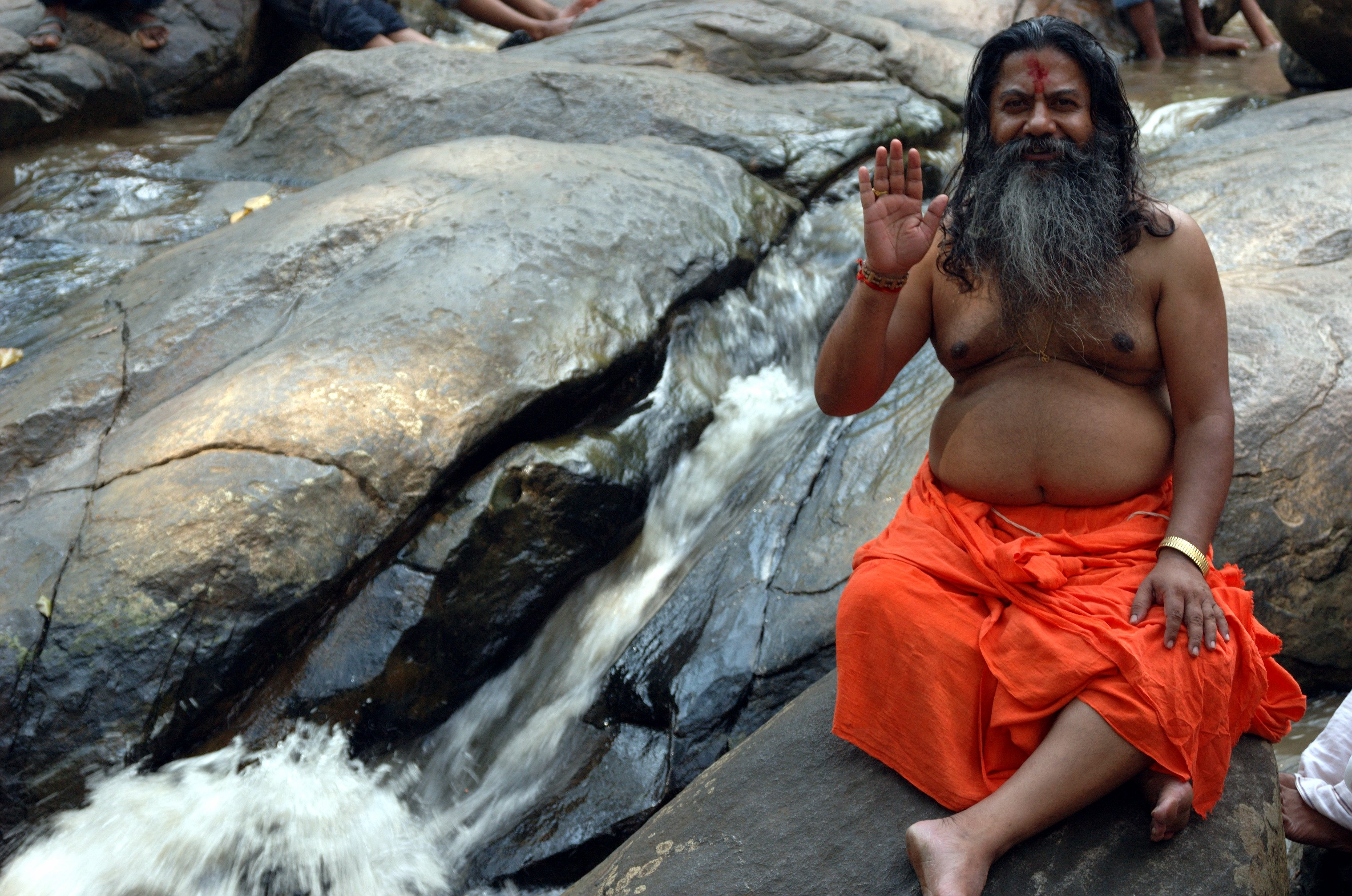
Sadhu à Vashista Ashram

L'objectif principal de l'école mīmāṃsā (Devanagari मीमांसा), aussi appelée Pūrvamīmāṃsā pour la distinguer du vedānta était d'établir l'autorité des Veda. En conséquence, la contribution la plus importante de cette école de l'ancienne recherche à l'hindouisme était sa formulation des règles d'interprétation des Veda. Ses suiveurs croyaient que la révélation devait être prouvée par le raisonnement, et ne devait pas être acceptée aveuglément comme un dogme. En accord avec cette croyance, ils ont souligné la grande importance du dharma, qu'ils ont compris comme le résultat des rituels védiques. La Mīmāṃsā accepte les enseignements logiques et philosophiques des autres écoles, mais estime que celles-ci ont prêté une attention insuffisante à l'action juste. Il croit que les autres écoles de pensée, qui poursuivent le moksha (la délivrance, l'équivalent du nirvana des bouddhistes) comme but, ne sont pas complètement exemptes de désir et d'égoïsme. Selon la Mīmāṃsā , la recherche éperdue de la libération procède d'un désir égoïste d'être libre. Seule l'action en accord avec les prescriptions des Veda peut permettre d'atteindre le salut (plutôt que la libération). Bien que la Mīmāṃsā ne suscite pas beaucoup d'études savantes aujourd'hui, son influence se fait sentir dans la vie de l'hindou pratiquant. Tous les rituels hindous, cérémonies et prescriptions religieuses sont influencés par lui.

#### Le Vedānta
L'école d'Uttara Mimamsa (nouvelle recherche), généralement connue sous le nom de Vedānta (devanāgarī: वेदान्त), se concentre sur les enseignements philosophiques des Upanishad plutôt que sur les injonctions ritualistes des Brahmanas. Il y a plus de cent Upanishads qui ne forment pas un système unifié. Leur systématisation a été entreprise par Badarayana, dans un travail appelé Brahma Sutra.
La manière dont les aphorismes des textes du Vedânta sont rédigés laisse la porte grande ouverte pour une multitude d'interprétations. Cela a entraîné une prolifération des écoles du Vedānta. Chacune de ces dernières a interprété à sa façon les textes et a produit sa propre série de sous-commentaires — tout en prétendant être seule fidèle à l'original.

##### Le monisme Advaita Vedānta

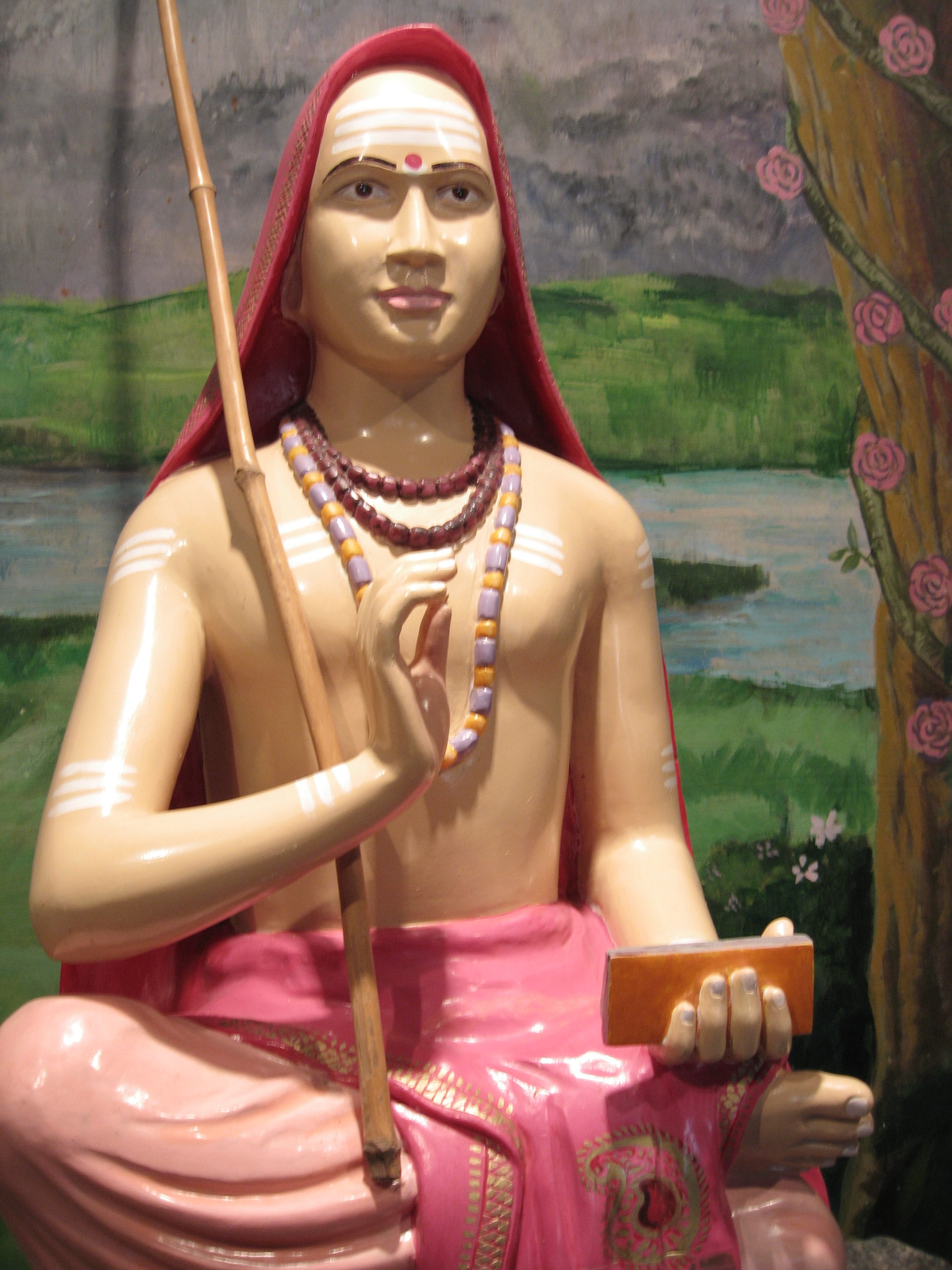
Adi Shankara

C'est probablement la plus connue des écoles du Vedânta. Advaita signifie littéralement « non deux ». Son premier grand unificateur est Shankara (788-820). Suivant les traces de certains des enseignants des Upanishad, et en particulier celles de son propre professeur Gaudapada, Shankara expose la doctrine de l'Advaita — une réalité non-duelle.
En analysant les trois états de conscience — l'état de veille, le rêve et le sommeil profond — il montre la nature relative du monde et établit la vérité suprême de l'Advaita : la réalité non-duelle du brahman dans laquelle atman (l'âme individuelle) et brahman (la réalité finale exprimée dans la trimurti) ne sont qu'une.
l'Esprit Suprême (Soi Suprême) ou Brahman (prononcé comme "brəh mən") est la totalité et la seule réalité du monde. Autre que le Brahman, y compris, Dieu, l'univers, les objets matériels et les individus ne sont pas vrais. Quand l'homme essaye de connaître le Brahman sans-attribut avec son esprit (the mind), sous l'influence de Mâyâ (puissance illusoire de Brahman qui cause le Brahman devenu comme le monde matériel et distinct), Brahman devient God (le Dieu). Le Brahman est Dieu au travers de Maya. Quand la Maya est enlevée, là n'existe finalement aucune différence entre le Jiva-Atman et le Brahman. Tout est un, voici pourquoi cette école est appelée non-dualiste.
Ses théories sont controversées dès le début et certains de ses contemporains l'accusent d'enseigner le bouddhisme tout en feignant d'être hindou. Mais l'Advaitisme est certainement la philosophie la plus profonde et la plus influente de l'Inde, mais réservée à une élite.
Les Vedantins postérieurs ont discuté de la réalité du brahman pour savoir s'il était saguna (avec attributs) ou nirguna (sans attributs). La croyance dans le concept du saguna brahman a provoqué une prolifération d'attitudes dévotionnelles et a aidé à répandre le culte de Vishnou et de Shiva. Voyez aussi l'Advaita Vedānta et le Brahman.

##### Le non-dualisme qualifié du Vishishtadvaita Vedanta
Ramanuja (1040-1137) fondateur de l'école philosophique du Vishishtadvaita (IAST Viśiṣṭādvaita) Vedānta est le premier partisan du concept de saguna brahman. Il enseigne que la réalité finale a trois aspects : Ishvara (Vishnou), cit (âme) et acit (matière). Vishnou est la seule réalité indépendante, alors que les âmes et la matière dépendent de Dieu pour leur existence. En raison de ce concept de qualification de réalité finale, le système de Ramanuja est connu comme non-dualiste.

##### Le dualisme dvaita vedānta
Comme Ramanuja, Madhva (1199-1278) identifie Dieu avec Vishnou, mais sa vision de la réalité est purement duelle et s'appelle donc le dvaita (duel) vedānta. Selon Madhva, il y a cinq types de séparation entre : 

1. Dieu et le monde ;
2. Dieu et l'âme individuelle ;
3. Les différentes âmes ;
4. Les âmes et la matière ;
5. Les différentes parties de la matière.

## Les différentes écoles nāstika
Nastika, pour les écoles brahmaniques, désigne les écoles non-orthodoxes, qui ne suivent pas les Védas. Pour les autres écoles, ce terme désigne ceux qui ne croient pas en l'au-delà, ou ceux qui sont athées.

### Le Ājīvika
Ājīvika (sanskrit en devanāgarī : आजीविक ; également écrit sous les formes Ajivika et Ajivaka) désigne un ancien mouvement philosophique matérialiste, athée et ascétique fondé par Gośāla, appelé aussi Maskariputra , ayant vécu en Inde vers le Ve siècle av. J.-C. La doctrine ājīvika est proche du bouddhisme et du jaïnisme. Ses partisans étaient des śramanas, des moines mendiants. Leur doctrine était un fatalisme strict sans libre arbitre: l'âme de chaque créature transmigre selon un principe cosmique impersonnel appelé "niyati" ("destinée") sans dieu ; le déterminisme et le karma étaient leurs valeurs principales avec l'ascétisme.

### Le charvaka
Chârvâka (IAST: cārvāka) est le nom d'un penseur indien du VIIe ou  VIe siècle av. J.-C., mais aussi de son système de pensée - aussi connu sous le nom de Lokāyata, de loka, le monde, soit la seule chose qui existe véritablement.
Il s'agit d'une philosophie matérialiste, athée et hédoniste, qui croit au libre arbitre, réfute la théorie de la transmigration et n'admet que la perception comme moyen de connaissance. Ce penseur appartient à la génération ayant remis en cause le brahmanisme et nié l'existence des dieux védiques et du védisme d'où découle les rites sacrificiels, à l'instar du jaïnisme et du bouddhisme.

### Le jaïnisme
Le jaïnisme partage de nombreuses et apparentes ressemblances avec l'hindouisme et le bouddhisme, mais doit en être cependant différencié. Contrairement au bouddhisme mais en accord avec l'hindouisme, le jaïnisme croit à l'existence de l'âme : le jiva; en revanche, le jaïnisme se différencie de l'hindouisme et du sikhisme dans le sens où l'âme du libéré du cycle des réincarnations ne se fond pas dans l'âme cosmique, dans l'âme universelle, mais demeure en son individualité; en rapport avec sa notion de Dieu : un deva ou dieu est dans le jaïnisme un homme qui est libéré par ses seuls propres efforts, c'est-à-dire ses prières et son ascétisme; il n'y a pas d'Être Suprême Cosmique comme l'entendent les hindous; on peut de le jaïnisme est philosophiquement un transthéisme. La morale en amont et en aval primordiale d'un point de vue métaphysique est l'Ahimsa, la parfaite non-violence.

### Le bouddhisme

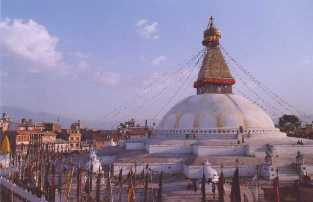
Bodnath

À l'origine, la doctrine du Bouddha est plus une philosophie qu'une religion, mais seulement si on accepte d'entendre le terme de « philosophie » dans son sens originel de « amour de la sagesse ». Pierre Hadot a montré l'importance durant l'Antiquité de la conception de la philosophie, non comme un discours savant sur le monde, Dieu ou le moi, cherchant à faire système, mais comme exercice spirituel menant à la transformation de soi-même. Or c'est dans ce schéma que s'inscrit clairement la philosophie du Bouddha. Le Bouddha ne se livre pas à des spéculations métaphysiques, mais bien à l'observation minutieuse des faits, et parmi eux à un problème central de notre existence: la souffrance. Tout l'effort du bouddhisme consiste à trouver une solution à cette épine de la souffrance. C'est pourquoi le Bouddha a énuméré les Quatre Nobles Vérités qui constituent la colonne vertébrale de sa pensée :
1. la Noble Vérité de la Souffrance,
2. la Noble Vérité de l'Origine de la Souffrance,
3. la Noble Vérité de la Cessation de la Souffrance,
4. la Noble Vérité du Chemin qui mène à la Cessation de la Souffrance.

Ce thème de la cessation de la souffrance va marquer considérablement la pensée indienne, pas seulement les écoles bouddhistes, mais aussi les courants hindouistes. Pour le Bouddha, ce chemin qui conduit à l'extinction de la souffrance (extinction se disant « nirvâna » en sanskrit) se résume dans le Noble Octuple Sentier : vue juste, pensée juste, parole juste, action juste, moyens d'existence juste, effort juste, attention juste, concentration juste. Ce Noble Octuple Sentier constitue le cœur du bouddhisme, et non un quelconque culte religieux du Bouddha. C'est vraiment l'outil par excellence pour nous affranchir de la souffrance. C'est à tel point vrai que quand Ananda demande au Bouddha agonisant comment vouer un culte aux reliques sacrées du Bouddha, celui répond : « Ne vous occupez pas de rendre un culte au corps de l'Ainsi-Allé Occupez-vous de votre propre tâche. Engagez-vous dans votre propre tâche. Demeurez attentifs, résolus dans votre propre tâche ». Et cette tâche, c'est de demeurer vigilant et persévérant dans le Dharma du Bouddha afin de se libérer de l'ignorance, de l'illusion et de l'attachement à la souffrance. Et pour ce faire, il convient d'observer le réel tel qu'il est.
À ce titre, le bouddhisme est une « leçon de choses » (Dhamma en pali, Dharma en sanskrit), l'enseignement de la réalité, un exposé des faits, une analyse minutieuse des phénomènes au détriment de la spéculation religieuse. C'est un point important qui différencie le Bouddha des Vedas et Upanishads hindouistes : le Bouddha n'essaye pas de répondre aux grandes questions métaphysiques pour se focaliser sur la seule question de la souffrance et de sa résolution. Le Bouddha explique cela dans sa métaphore de la flèche : imaginons un homme touché par une flèche et qui ne voudrait pas la retirer tant qu'il ne connaît pas l'homme qui l'a tirée, sa caste et son origine, tant qu'il ne connaît pas le matériau de la flèche et sa provenance, et ainsi de suite... L'homme aura le temps de mourir avant d'avoir retiré la flèche...
Autre différence importante d'avec la philosophie hindoue, c'est le refus par le Bouddha du concept d'Atman, le Soi, le "je" permanent, l'âme éternelle. C'est la doctrine de l'Anatman ou non-soi. Le "je" n'est aux yeux des bouddhistes qu'une création mentale qui fluctue au gré des états de conscience et des événements. Il n'y a rien de permanent dans ce "je" ou cette conscience, mais un processus continuel de transformation. L'image qui est souvent avancée est celle d'un fleuve qui n'est pas identique à deux endroits de celui-ci, mais reste quand même le même fleuve dans sa continuité. Le Gange n'est pas le même à sa source, à Bénarès ou à son embouchure quand il se jette dans l'océan; pourtant il reste le Gange. De même, la philosophie bouddhique ne reconnaît pas une identité éternelle ou permanente au "je", mais reconnaît une continuité qui court au travers du flux des différents instants de conscience. Et c'est cette succession rapide d'instants de conscience, qui donne cette impression illusoire d'un ego permanent, d'un Atman.
Le bouddhisme donnera naissance par la suite à une riche tradition philosophique diversifiée en de nombreuses écoles et courants religieux envers le Bouddha et les bodhisattvas.

## Comparaison avec la philosophie occidentale
En Occident, rares sont les philosophes à avoir entrepris de travailler sur la philosophie indienne.
Outre son livre sur l'idée du sacré, Rudolf Otto a écrit une étude comparative sur Adi Shankara et Maître Eckhart. Plusieurs doctrines qui définissent les Upanishads, tels que ceux sur Dieu (brahmavada), l'âme (atmavada), la transmigration (karmavada), l'illusion (mayavada) et le salut (mokshavada) ont influencé les philosophes roumains. Lucian Blaga a été influencé par Adi Shankara. Le philosophe roumain a écrit qu'il y a deux sortes de connaissances : supérieure (paravidya selon Shankara) et inférieure (aparavidya selon Shankara). La première est la connaissance de Dieu comme nirguna Brahman (Dieu sans attributs), tandis que la seconde est la connaissance de Dieu comme saguna Brahman (Dieu avec des attributs). En citant plusieurs auteurs européens, Lucian Blaga a souligné qu'Adi Shankara « est le meilleur métaphysicien de tous les temps ». Lucian Blaga a été également influencé par la philosophie bouddhiste. Le bouddhisme n’est pas entendu comme pessimiste. Le concept de la souffrance provient ni du pessimisme, ni du nihilisme, mais du réalisme. Mircea Eliade a été influencé par la philosophie indienne dans sa conception sur la religion comme expérience du sacré et sur l'homme comme « homo religiosus », ainsi que dans ses théories sur le sacré et l’hiérophanie. Il a publié plusieurs articles sur les Upanishads dans sa jeunesse et plus tard quatre livres en français sur le yoga.
La France a eu une contribution remarquable en indologie, approfondie par les travaux des érudits comme : Michel Angot, Madeleine Biardeau, Jean Filliozat, François Gros, René Guénon, Jean Herbert, Olivier Lacombe, Michel Hulin, Paul Masson-Oursel, Louis Renou et Jean Varenne.

## Philosophes indiens modernes
Parmi les personnalités les plus représentatives : sages, philosophes, enseignants, érudits ou maîtres spirituels, figurent : Râmakrishna, Vivekananda, Krishnamurti, Sri Aurobindo, Ramana Maharshi, Shivananda, Chinmayananda, Mâ Ananda Moyî.